# 비밀 (2000년 드라마)
《비밀》은 2000년 9월 13일부터 2000년 11월 9일까지 방영된 문화방송의 수목미니시리즈이다. 이 드라마는 최고 시청률 32.1%를 기록했다.

## 등장 인물

### 주요 인물
- 김하늘 : 이희정(27세) 역

동대문 대형 도매 의류 상가의 판매원. 고교를 졸업한 뒤 수퍼마켓 점원, 식당 종업원 등을 전전하다가 2년 전부터 봉제 공장 재단사로 일해왔다. 바쁜 생활 속에서도 복장 학원에 등록하여 밤마다 두 시간씩 의상 디자인을 배우며 동대문 대형 도매 의류 상가에 자기 이름을 건 가게를 여는 것이 꿈이다. 어려서부터 손재주가 좋아 인형옷이며 커튼 등을 재봉틀로 뚝딱 만들어냈다. 솔직하고 씩씩한 성품으로 동정심 많고 헌신적이지만, 남들로부터 사랑받는 일에는 익숙치 않는다. 스스로의 고귀함과 가치를 깨닫고 자유로워지기까지 긴 고통의 시간을 겪는다. 서울 변두리 언덕배기 옥탑 전셋집에서 홀아버지, 여동생과 함께 살고 있다. 의가 좋은 동생 지은에게 연년생이지만 엄마처럼 챙겨주고 보살펴왔다. 세상에서 제일 가까운 친구로 여기는 동생에게 애틋하고 자랑스럽게 여기기도 하지만 한편으로는 동생을 부러워하기도 한다.
- 하지원 : 이지은(26세) 역

희정의 동생. 광고 코디네이터. 전문대 응용미술과를 졸업하고 유명 인테리어 회사 여러 군데에 지원서를 내지만, 뒷배경이나 사년제 졸업장도 없기에 모두 떨어진다. 이상은 높으나 실력은 따라가지 못해서 여러 직장을 전전하기도 하고 백수로 지내다가 선배의 권유로 코디네이터 일을 시작한다. 어린 시절 사업에 망한 아버지는 집안이 아무리 찢어지게 가난해도 지은에게만은 고급 옷을 입혀 학교에 보냈고, 어디 가도 꿀리지 않게 용돈을 풍족히 주었다. 이것은 아버지에게 있어서 마지막 자존심이었다. 그러나 어른이 되면서 자신이 공주가 아니며 현실은 너무도 비극적이었던 것을 확실히 깨닫게 되었다.
- 김민종 : 조영민(33세) 역

디자이너 브랜드 윤명애 컬렉션의 기획실장. 일찍 부모를 병으로 잃고 어린 여동생과 둘이 살며 힘겨운 성장기를 보냈다. 명애의 작고한 남편이 세웠던 장학 재단의 수혜자로 대학원까지 마치고, 입사 후 유능함을 인정 받아 초고속 승진으로 지금의 자리에 올랐다. 자신감과 오기, 일에 대한 투철함으로 명애의 총애와 신뢰를 한몸에 받고 있다. 세상에 믿을 사람은 스스로 뿐이라는 깨달음을 일찌감치 얻어 자기애와 자존심이 강하며, 승부근성이 대단하여 확신이 서면 무조건 밀어붙인다. 희정에게 사랑을 느끼게 되나 자신을 사랑하지 않자 당혹감을 느낀다. 더구나 명애가 희정의 동생 지은과 자신을 맺어주려 하자 좌절과 딜레마에 부딪친다.
- 류시원 : 김준호(29세) 역

희정이 근무하는 동대문 점포 주인의 외아들. 낙천적이고 부드러운 성품으로, 후덕한 홀어머니 밑에서 사랑 받고 자랐다. 수려한 외모와 장난치기 좋아하고, 세상 모든 여자에게 친절하다. 교통사고로 갑작스레 어머니를 잃은 뒤 유학에서 돌아와 동대문의 점포 몇 개와 봉제 공장을 물려받는다. 하지만 일에는 관심없어 하며 희정과 사사건건 충돌을 빚는다. 소박하게 열심히 삶을 꾸려나가는 희정에게 묘한 호감과 충격을 느끼지만, 서로에 대한 오해와 선입견으로 맺어지지 못한 채 멀어진다. 더구나 그녀의 여동생 지은의 적극적인 구애를 받게 되면서 둘 사이는 끝내 갈라지고 만다.

### 주변 인물
- 박근형 : 희정과 지은의 아버지 역 - 희정이를 낳고 버리고 간 명애 때문에 명애의 딸이 희정이 아니라 지은이라고 말한다.
- 이휘향 : 윤명애 역 - 희정의 생모
- 변희봉 : 찬식 역
- 이아현
- 이동욱 : 강현수 역
- 김효진
- 김하균
- 정승호
- 한민
- 박용하
- 정기성
- 권인선
- 김철기
- 강용석
- 고정민
- 양지선
- 송재윤
- 이승아
- 최범호

## 수상 내역
- 2000년 MBC 연기대상 남자 우수 연기상 - 류시원
- 2000년 MBC 연기대상 여자 신인상 - 하지원
- 2001년 제37회 백상예술대상 TV부문 여자 신인연기상 - 하지원